# Paul Godwin
Paul Godwin (eigentl. Pinkus Goldfajn/Goldfein; * 28. März 1902 in Sosnowiec, Russisches Kaiserreich (heute Polen); † 9. Dezember 1982 in Driebergen, Niederlande) war ein polnisch-niederländischer Geiger und Orchesterleiter. Er trat zunächst im Bereich der Jazz- und Unterhaltungsmusik hervor, um nach 1945 im Bereich der klassischen Musik zu wirken.

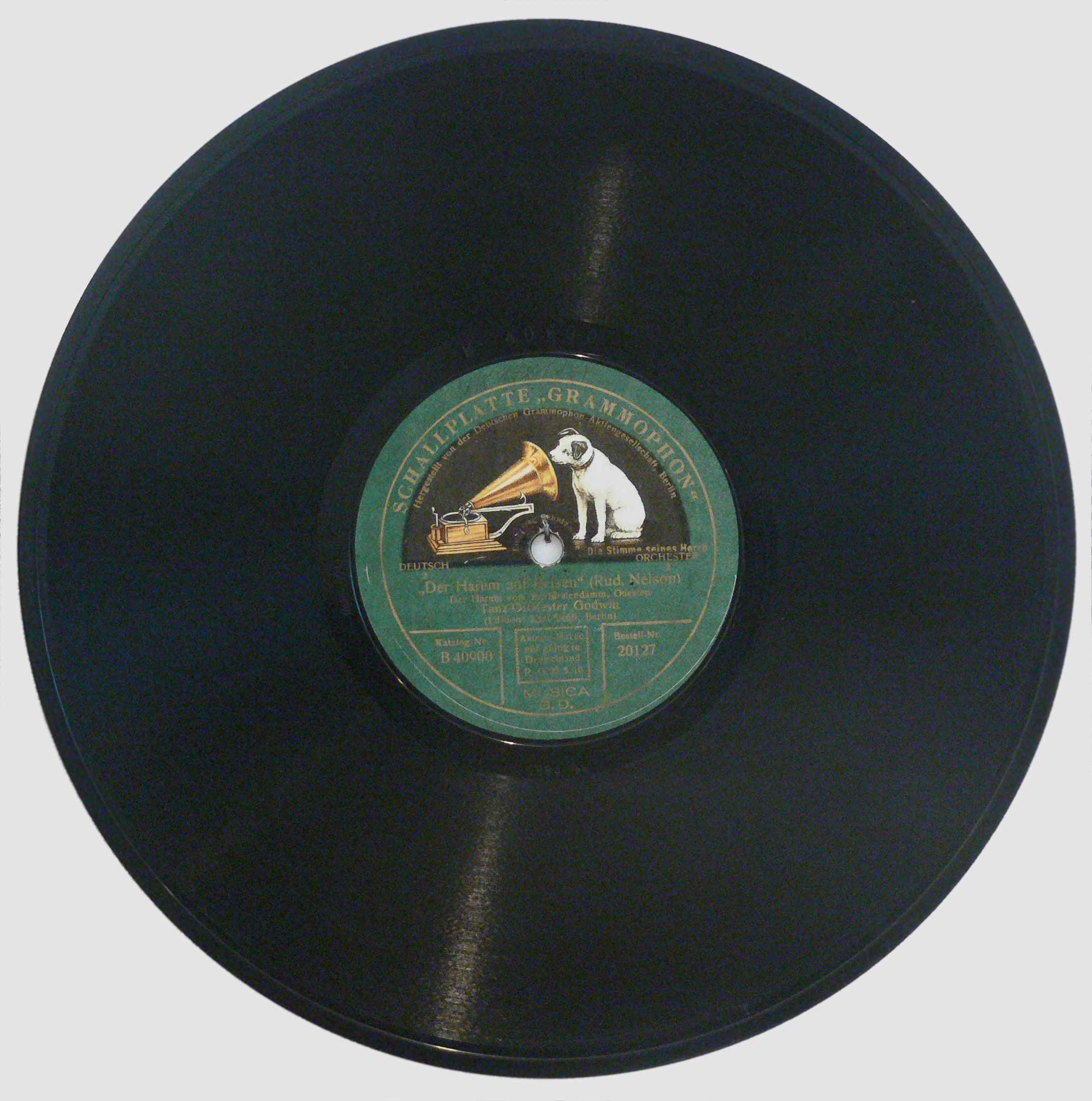
Schallplatte der Deutschen Grammophon-Aktiengesellschaft: „Der Harem auf Reisen“ von Rudolf Nelson mit dem Tanz-Orchester Godwin

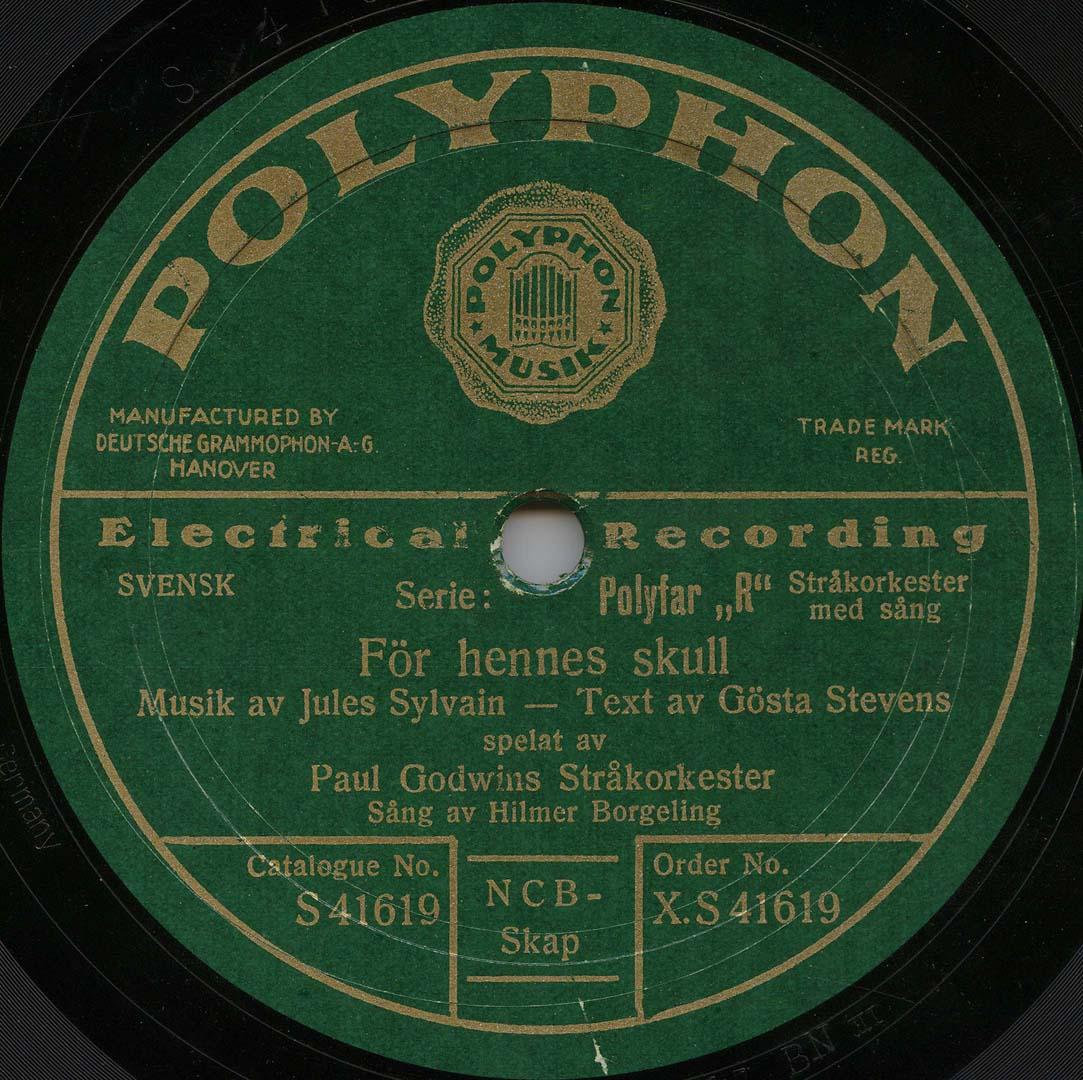
Label einer Schellackplatte für den schwedischen Markt

## Musikalischer Werdegang
Paul Godwin studierte zunächst in Warschau bei dem polnischen Geiger und Komponisten Stanisław Barcewicz. Später ging er nach Wien, dann nach Budapest zu Jenő Hubay. Erste Auftritte in Deutschland mit 15 Jahren bereits Ende 1917 noch als Paul Goldfein. Von Herbst 1923 bis Ostern 1925 studierte er an der Berliner Hochschule für Musik bei dem Violinvirtuosen Willy Heß. Aus finanziellen Gründen war er darauf angewiesen in Restaurants und kleinen Unterhaltungsorchestern zu spielen, was ihm aber an der Hochschule als Abweichung vom rechten Weg der Musik übel genommen wurde und zu seinem Ausschluss führte.

## Berliner Zeit
In Berlin gründete Godwin 1922 sein erstes Orchester. Er war darüber hinaus gleichzeitig bei mehreren Ensembles tätig und wurde ein in der Berliner Unterhaltungs- und Kabarettszene gefragter Begleitmusiker bekannter Solisten wie Curt Bois, Otto Reutter, Max Hansen oder Paul O’Montis. Rundfunkauftritte und Engagements in Berliner Tanzpalästen und Revuetheatern ließen die Schallplattenindustrie auf Godwin aufmerksam werden. Im Jahr 1925 schloss er mit der Deutschen Grammophon Gesellschaft und ihrer Auslandsmarke Polydor einen Plattenvertrag ab, der bis 1933 Bestand hatte. Über 1500 Schellackplatten in Millionenauflage erschienen mit seinen verschiedenen Orchestern. Er war aber auch an Einspielungen von Kurt Wege und Franz Thon beteiligt. Godwin war damit der kommerziell erfolgreichste deutsche Musiker der Weimarer Zeit. Mit seinem Tanzorchester Paul Godwin’s Jazz Symphonians trat er regelmäßig im Delphipalast (Kant-/Ecke Fasanenstraße), sowie in Rudolf Nelsons Revuetheater am Kurfürstendamm auf. 1932 erfolgte die Modernisierung seines Orchesters nach britischem Vorbild: Vergrößerung der Instrumentengruppen für elegante Satzarbeit und internationale Solisten machten das Orchester zu einem modernen Klangkörper, der ab September 1932 den eleganten „Femina-Palast“ in Berlin als festes Hausorchester bespielte. Die Rhythmik wurde dank Schlagbass und neu eingesetzter Gitarre bereits swingend, wodurch die Band von Paul Godwin zu einem modernen Society-Orchester avancierte. Er spielte Kompositionen von Kurt Weill, Friedrich Hollaender und Willy Rosen ein, und arbeitete seit 1929 auch für den Tonfilm der Ufa. 1933, wenige Wochen nach der Machtergreifung, verließ er Deutschland aufgrund der beginnenden Judenverfolgung.

## Exil und Nachkriegszeit

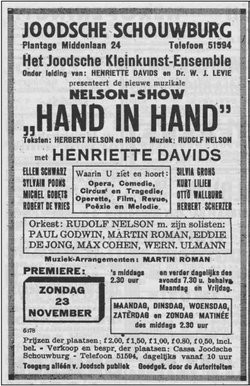
Godwin im Orchester (1941)

Zunächst ging Godwin nach Luxemburg, später in die Niederlande, wo er mit dem Pianisten und Arrangeur Ben Silbermann ein neues Orchester gründete, mit dem er durch verschiedene europäische Staaten tourte. Ab 1940, als die deutsche Wehrmacht die Niederlande besetzte, musste er Zwangsarbeit für die Deutschen leisten. Ab 1941, als es Juden in den Niederlanden verboten wurde am kulturellen Leben teilzunehmen, spielte Godwin im Jüdischen Unterhaltungsorchester und trat in der Amsterdamer Joodschen Schouwburg auf, einem Theater, das vorher Hollandsche Schouwburg hieß, auf. Der Deportation in ein Konzentrationslager entging er nur, weil er mit einer sogenannten „arischen“ Frau verheiratet war. Nach dem Krieg musizierte er als Violinist klassische Musik im Ensemble Alma musica, dem Niederländischen Streichquartett und anderen Kammermusikformationen. Seine Mitspieler waren unter anderem die Violinisten Jaap Schröder und Nap de Klijn sowie die Pianistin Alice Heksch. Er spielte nun Werke in der Spannweite von Mozart bis Schostakowitsch. 1952 erhielt Godwin die niederländische Staatsbürgerschaft, ab 1955 arbeitete er für das Radio, unter anderem für die damals sozialdemokratisch ausgerichtete Rundfunkgesellschaft VARA. Sein letztes großes Konzert gab er am 4. November 1972 in Amsterdam mit Yehudi Menuhin.

### Tondokumente (Auswahl)
a) klassische Musik:
- Grieg. Sonate für Klavier und Violine G-Dur Op.13, 1. Satz: Lento doloroso – Allegro vivace. Klavierbegleitung: Alexander Zakin.
 Polydor 27064, Matr. 1654 BM I und 1655 BM II.[6]
- Grieg. Sonate für Klavier und Violine G-Dur Op. 13, 2. Satz: Allegretto temprillo
 Polydor 27065, Matr. 1656 1/2 BM I.[7]
- Grieg. Sonate für Klavier und Violine G-Dur Op. 13, 3. Satz: Allegro animato
 Polydor 27065, Matr. 1657 BM II.[8]

b) Tanzmusik:
1. als Tanzorchester Goldfein:
  - Yes! We Have No Bananas. Foxtrot von Frank Silver und Irving Cohn. Tanz-Orchester „Goldfein“ (Paul Godwin hier noch mit seinem tatsächlichen Namen)
 Polyphon Record 31173, Matr. 849 ax (ca. September/Oktober 1923).[9]
2. als Paul Godwin mit seinem Künstler-Ensemble:
  - Es geht die Lou lila – Lied und Foxtrot (Robert Katscher). Max Kuttner, Tenor – Begleitung: Paul Godwin mit seinem Künstler-Ensemble.
 Grammophon 20 255 (Matr. 3664 ar), aufgen. Berlin, Sommer 1925 youtube.com
  - Die Polizei, die regelt den Verkehr – Onestep (Stafford-Amberg). Max Kuttner, Tenor – Begleitung: Paul Godwin mit seinem Künstler-Ensemble.
 Grammophon 20 391 (Matr. Nr. 2381ax) (ca. November 1925). youtube.com
  - Das Lied vom Angeln, aus der Revue An und aus (W. Kollo, Text: Rideamus & Haller) Paul Godwin mit seinem Künstler-Ensemble.
 Grammophon 20 557 (mx. 197 bd) – Anfg. 1926 youtube.com
  - Von Ohr zu Ohr – Potpourri Teil 1 und 2 (Morena). Paul Godwin mit seinem Künstler-Ensemble.
 Grammophon 19 623 (Matr. 88bi/89bi) aufgen. Berlin, Herbst 1926 youtube.com
  - Was macht der Maier am Himalaya? (Profes, Rotter & Stransky) Hans Schwarz mit Paul Godwin Ensemble.
 Grammophon 20 846 (mx. 352 bn), aufgen. Anfg. 1927 youtube.com
3. als Paul Godwin’s Jazz Sinfoniker:
  - „Wau-Wau Stomp“ (Wenn die Kunigund mit ihrem Hund), Foxtrot (Huntley)
 Grammophon 20 938 (Matr. 449 bd) – 1927 (Wau-Wau Stomp auf YouTube, abgerufen am 21. September 2019.)
  - Die schönsten Beine von Berlin. Foxtrot u. Charleston (Kollo & Wolff) Gesang: Franz Baumann.
 Grammophon 21 089 (mx. 608 bd) – 1927 youtube.com
  - Du bist als Kind zu heiß gebadet worden. One-Step (Ed. May, Text: Friedrich Schwarz / Hans Pflanzer) mit Refraingesang.
 Grammophon 21 774 (B 50 474) – 1928 youtube.com
  - „Was ist los?“ (Weans – Fleßburg) mit deutschem Refraingesang: H[elmut]. Wernicke.
 Grammophon 22 917 (Matr. 700 BT 2) aufgen. 1929 youtube.com
4. als Paul Godwin Tanz-Orchester:
  - Fräulein Lisa (Mona Lisa) – Fox-trot (Sullivan. Text: Robinson). Paul Godwin Tanz-Orchester, Refrain: Paul Dorn.
 Grammophon 1053 (mx. 4922 BD VII). Berlin, Mai 1932
  - Sag’ nicht ja, sag' nicht nein – Slow-fox (Margulies/Schmidt-Boelcke/Karlick) aus dem Tonfilm: Zwei gute Kameraden. Paul Godwin Tanz-Orchester, Refrain: Erwin Hartung.
 Grammophon 1311 (mx. 1978 1/2 BN 7). Berlin, Februar 1933

c) Schauspiel-, Theatermusik:
- Kanonensong aus Die Dreigroschenoper von Kurt Weill. Paul Godwin mit seinen Jazz-Symphonikern.
 Grammophon 21 943 (mx.1001) – Berlin, 1928 youtube.com
- Tangoballade aus Die Dreigroschenoper von Kurt Weill. Paul Godwin mit seinen Jazz-Symphonikern.
 Grammophon 21 943 (mx.1002) – Berlin, 1928 youtube.com
- Es liegt in der Luft, aus der gleichnamigen Revue (Marcellus Schiffer, Mischa Spolianský) Paul Godwin und seine Jazz Symphoniker.
 Grammophon – Berlin 1929 (Es liegt in der Luft auf YouTube, abgerufen am 21. September 2019.)
- „Ich muss Dich lieben“ aus der Optte Ich betrüg dich nur aus Liebe von Ralph Erwin, Text von Fritz Rotter. Paul Godwin Tanz-Orchester mit deutschem Refraingesang Leo Monosson.
 Grammophon 22 207 (B 51 405) – 1929 youtube.com
- Mein Mädel ist nur eine Verkäuferin. Slowfox aus dem musikal. Lustspiel Meine Schwester und Ich (Ralph Benatzky) Paul Godwin Tanz-Orchester mit deutschem Refraingesang Leo Monosson.
 Grammophon 23 178 (B 51 041) – 1930 youtube.com

d) Konzertantes:
- Deutschmeister Slow-Fox (Arrangement: Frank Fox). Jazz-Paraphrase über Wilh. August Jureks „Deutschmeister-Marsch“. Paul Godwin mit seinen Jazz-Symphonikern.
 Polydor 22 831 (Matr. 2551 BK II) youtube.com
- „Der Akrobat“ – Charakteristisches Tanz-Intermezzo (Carl Robrecht). Paul Godwin Künstler-Orchester.
 Grammophon 24 447B (Matr.Nr.4263 1/2 BR3) – 1932 youtube.com
- „Jalousie“ – Tango tzigane von Jacob Gade. Paul Godwin, Solo-Violine mit Orchester.
 Polydor X.S. 50 206-A (Matr. 1966 BN7) youtube.com recorded in Berlin shortly before Godwin emigrated – possibly in February 1933

## Pseudonyme
Die Grammophon-Gesellschaft vermarktete Goldfein auf der Marke Polyphon auch als Joan Florescu.